# اوپن‌ای‌آی او۱
اوپن‌ای‌آی او۱ (انگلیسی: OpenAI o1) یک ترنسفورمر تولیدگر از پیش آموزش‌دیده است که توسط اوپن‌ای‌آی ساخته شده و قادر به تجزیه و تحلیل مسائل چند مرحله ای است و در ۱۲ سپتامبر ۲۰۲۴ منتشر شده است.